# Camacho (Familienname)
Camacho ist ein spanischer Familienname.

## Namensträger
- Adrián Camacho, mexikanischer Fußballspieler
- Ancieto Camacho, uruguayischer Fußballspieler
- Antonio Camacho Vizcaíno (* 1964), spanischer Politiker
- Ariel Camacho († 2015), mexikanischer Sänger und Musiker
- Brito Camacho (1862–1934), portugiesischer Politiker
- Bruno Böhmer Camacho (* 1985), deutsch-kolumbianischer Jazzmusiker
- Carla Camacho (* 2005), spanische Fußballspielerin
- Carlos Camacho (1924–1979), Politiker aus Guam
- Carlos S. Camacho (* 1937), Politiker der Nördlichen Marianen
- Ceferino Camacho, uruguayischer Fußballspieler
- César Camacho (* 1943), peruanisch-brasilianischer Mathematiker
- Corinne Camacho (1942–2010), US-amerikanische Schauspielerin
- David Sánchez Camacho (* 1963), mexikanischer Politiker
- Diego Camacho (Tennisspieler) (* 1983), bolivianischer Tennisspieler
- Diego Camacho Escámez, bekannt als Abel Paz (1921–2009), spanischer Syndikalist, Revolutionär, Widerstandskämpfer und Schriftsteller
- Diego Camacho Quesada (* 1976), spanischer Fußballspieler
- Eliodoro Camacho (1831–1899), bolivianischer Politiker
- Emilio Camacho, mexikanischer Fußballspieler
- Erika Tatiana Camacho (* 1974), US-amerikanische Mathematikerin und Hochschullehrerin
- Federico Camacho (* 1979), costa-ricanischer Tennisspieler
- Felix Perez Camacho (* 1957), US-amerikanischer Politiker (Guam)
- Felixberto Camacho Flores (1921–1985), US-amerikanischer Geistlicher und Bischof
- Gladys Camacho Ríos, bolivianische Linguistin, Schriftstellerin und Übersetzerin
- Gonzalo Camacho (* 1984), argentinischer Rugby-Union-Spieler
- Guilherme Camacho (* 1990), brasilianischer Fußballspieler
- Hansel Camacho, kolumbianischer Musiker, Schauspieler und Komponist
- Hector Camacho senior (1962–2012), puerto-ricanischer Boxer
- Eduardo Sánchez Camacho (1838–1920), mexikanischer Geistlicher, Bischof von Ciudad Victoria-Tamaulipas
- Ignacio Camacho (* 1990), spanischer Fußballspieler
- Iván Abreu Camacho (* 1968), kubanischer Boxer
- Jaime Camacho Amaral (1950–1975), osttimoresischer Freiheitskämpfer
- Jasmine Camacho-Quinn (* 1996), US-amerikanisch-puerto-ricanische Leichtathletin und Olympiasiegerin
- Jessica Camacho (* 1982), US-amerikanische Film- und Fernsehschauspielerin
- Jesús Camacho (* 1998), mexikanischer Squashspieler
- Jonathan Camacho (* 1993), ecuadorianischer BMX-Fahrer
- Jorge Camacho (Maler) (1934–2011), kubanischer Maler
- Jorge Camacho (Schriftsteller) (* 1966), spanischer Schriftsteller und Übersetzer
- Jorge Camacho (Leichtathlet) (* 1968), mexikanischer Zehnkämpfer
- Jorge Camacho (Basketballspieler) (* 1989), mexikanischer Basketballspieler
- José Camacho (Politiker), Finanzminister der Philippinen
- José Camacho (Judoka) (* 1983), venezolanischer Judoka
- José Camacho Serrato, mexikanischer Fußballspieler und -trainer
- José André Camacho (* 2001), bolivianischer Hochspringer
- José Antonio Camacho (* 1955), spanischer Fußballspieler und -trainer
- Josue Camacho (* 1969), puerto-ricanischer Boxer
- Luis Camacho Haro (* 1983), mexikanischer Fußballspieler und -trainer
- Luis Fernando Camacho (* 1979), bolivianischer Politiker
- Luis Miguel Camacho (* 1993), venezolanischer Badmintonspieler.
- Manuel Camacho (Schauspieler) (* 1999), spanischer Schauspieler
- Manuel Camacho Meléndez (1929–2008), mexikanischer Fußballtorwart
- Manuel Camacho Solís (1946–2015), mexikanischer Politiker
- Manuel Ávila Camacho (1897–1955), mexikanischer Politiker, Präsident 1940 bis 1946
- Manuel Maria Camacho Cansado de Carvalho (* 1960), portugiesischer Diplomat
- Marcelino Camacho (1918–2010), spanischer Widerstandskämpfer, Gewerkschaftsführer und Politiker
- Marita Camacho Quirós (1911–2025), costa-ricanische First Lady und Supercentenarian
- Mark Camacho (* 1964), kanadischer Schauspieler und Synchronsprecher
- Moisés Camacho (* 1947), mexikanischer Fußballspieler
- Nerea Camacho (* 1996), spanische Schauspielerin
- Rafael Camacho (* 2000), portugiesischer Fußballspieler
- Rodolfo Camacho (1975–2016), venezolanischer Straßenradrennfahrer
- Rubén Camacho (1953–2015),  mexikanischer Radrennfahrer
- Rudy Camacho (* 1991), französischer Fußballspieler
- Steve Camacho († 2015), antiguanischer Cricketfunktionär
- Tomas Aguon Camacho (1933–2018), US-amerikanischer Geistlicher, Bischof von Chalan Kanoa
- Vicente Camacho y Moya (1886–1943), mexikanischer Geistlicher, Bischof von Tabasco
- Washington Camacho (* 1986), uruguayischer Fußballspieler